# Écrou cage

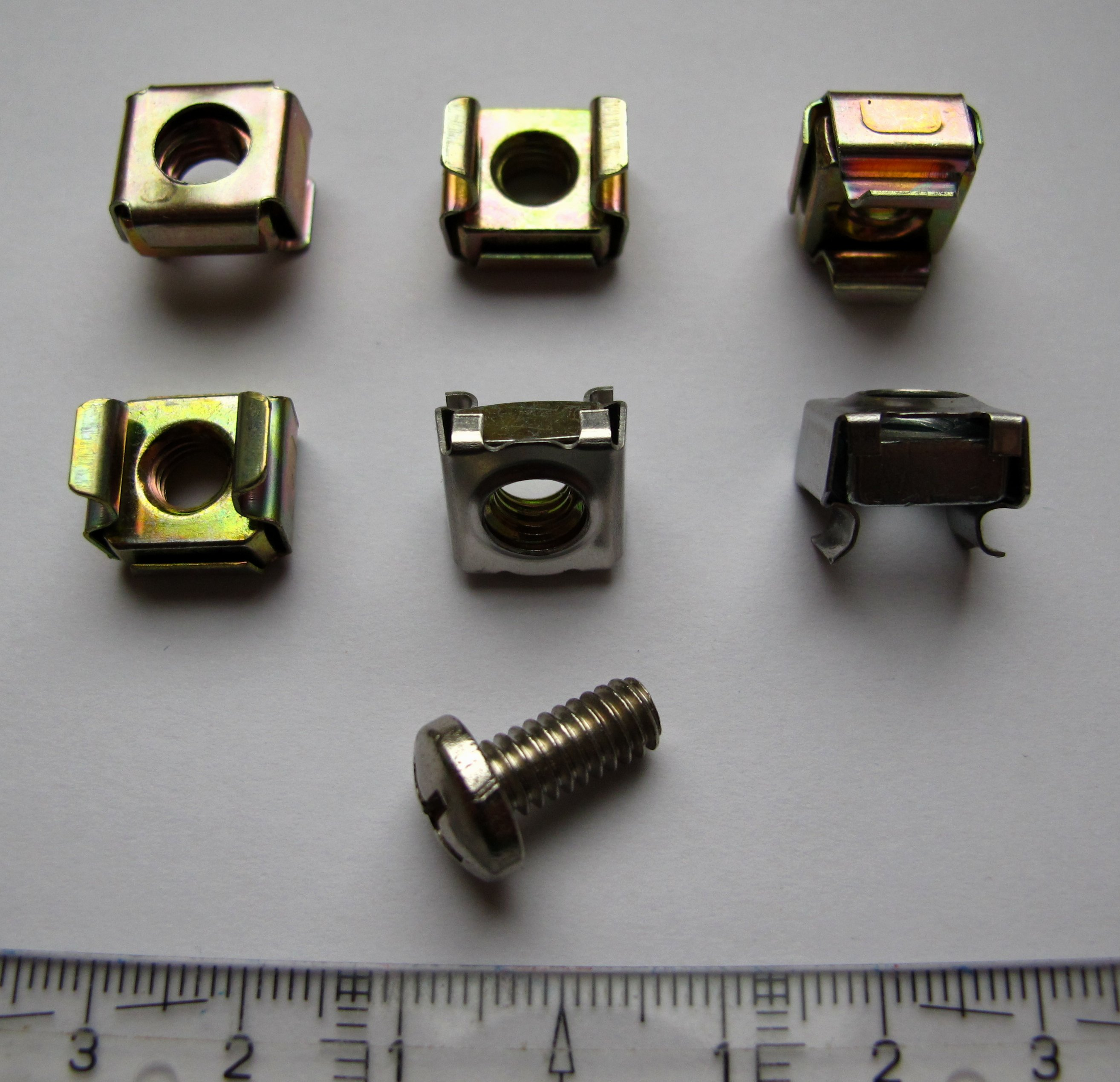

Un écrou cage est un écrou carré emprisonné dans une cage munie sur une face de deux pattes précintrées. C'est un dispositif de fixation dans une plaque accessible d'un seul côté.

## Fonctionnement d'un écrou cage
L'écrou est introduit dans une fente au moins aussi longue que l'écrou, et d'une largeur telle que le serrage emprisonne les bords du trou dans les pattes qui s'écrasent au serrage. Destiné à recevoir une vis travaillant en traction vers le côté accessible, après son premier montage l'écrou reste en place au démontage grâce à l'action de la cage.
La résistance limitée de cette fixation ne permet pas d'exercer d'effort notable dans le sens poussant. La cage sert à maintenir l'écrou en place, avec un jeu suffisant pour un assemblage aisé, mais en empêchant sa rotation pour permettre le vissage sans clé : on peut le placer derrière une tôle depuis sa seule face accessible. Il est très utilisé en industrie automobile, et pour la fixation d'éléments dans des rack 19 pouces, fréquemment utilisés dans les réseaux télécoms, dans l'industrie informatique et dans l'électrotechnique (contrôle commande).